# Бельшассань
Бельшасса́нь (фр. Bellechassagne, окс. Belachassanha) — коммуна во Франции, находится в регионе Лимузен. Департамент — Коррез. Входит в состав кантона Сорнак. Округ коммуны — Юссель.
Код INSEE коммуны — 19021.
Коммуна расположена приблизительно в 360 км к югу от Парижа, в 80 км восточнее Лиможа, в 60 км к северо-востоку от Тюля.

## Население
Население коммуны на 2008 год составляло 73 человека.
| 1962 | 1968 | 1975 | 1982 | 1990 | 1999 | 2008 |
| ---- | ---- | ---- | ---- | ---- | ---- | ---- |
| 71   | 90   | 90   | 65   | 72   | 78   | 73   |

## Администрация
| Период | Период | Фамилия   | Партия                              | Примечания |
| ------ | ------ | --------- | ----------------------------------- | ---------- |
| 2001   | 2008   | Пьер Бови | Французская коммунистическая партия |            |
| 2008   |        | Клод Бови | сочувствующий ФКП                   |            |

## Экономика

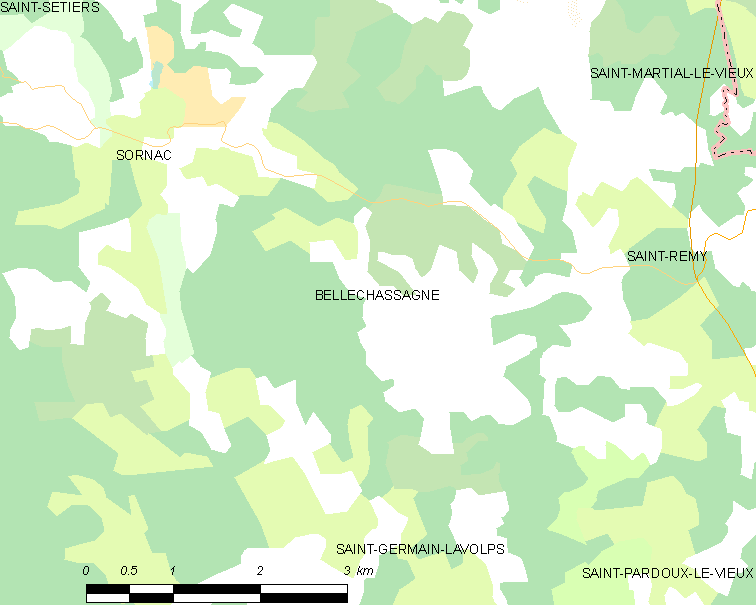
Карта коммуны

В 2007 году среди 42 человек в трудоспособном возрасте (15-64 лет) 28 были экономически активными, 14 — неактивными (показатель активности — 66,7 %, в 1999 году было 76,7 %). Из 28 активных работали 27 человек (14 мужчин и 13 женщин), безработной была 1 женщина. Среди 14 неактивных 7 человек были учениками или студентами, 7 — пенсионерами, 0 были неактивными по другим причинам.